# اتصال آمن

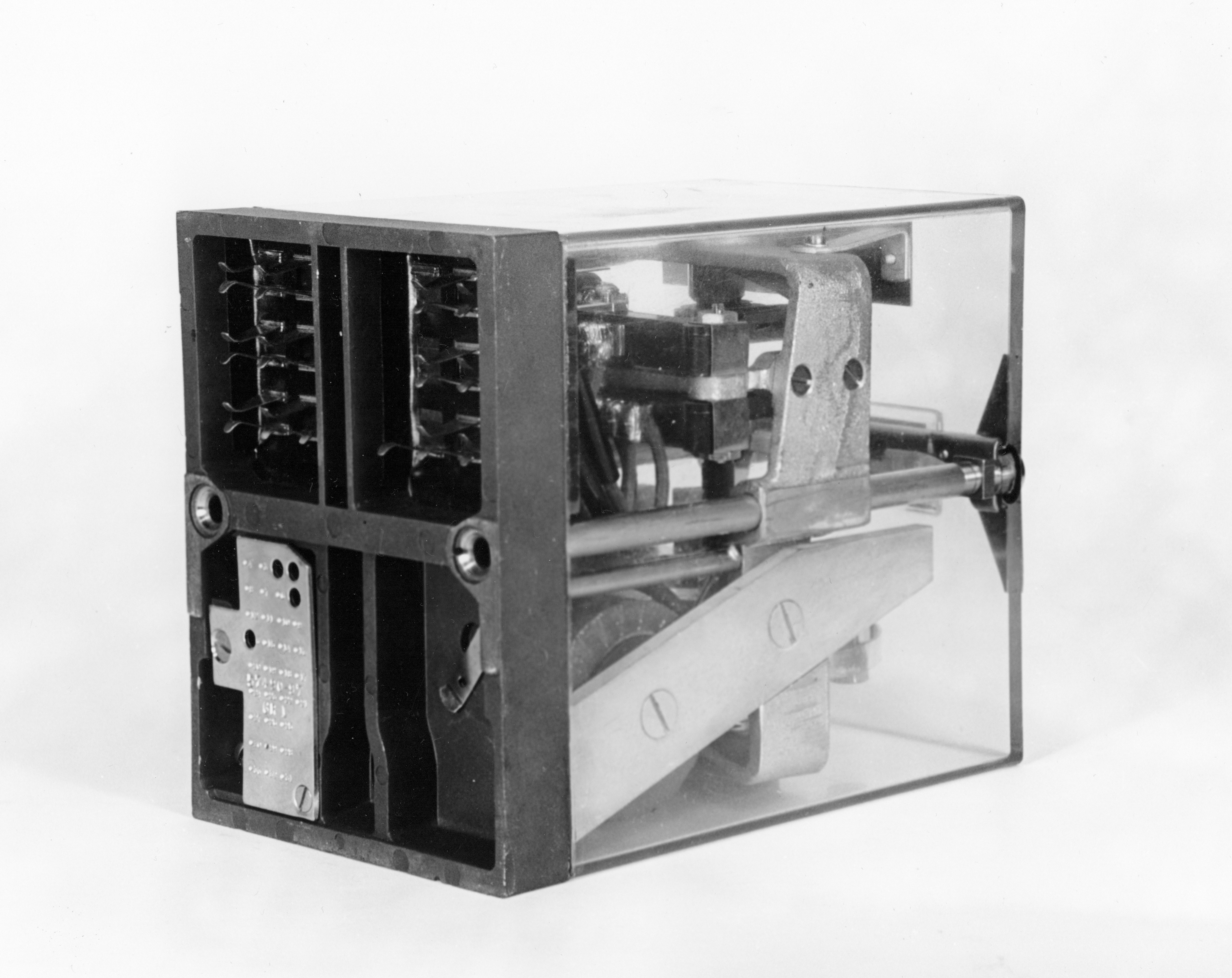
صورة لمولد رمز NS في كولمبورغ. ملاحظة: هذه الصورة جزء من سلسلة صور تُظهر التركيبات التقنية لنظام الإشارات.

الاتصال الآمن هو عندما يتصل اثنين من الكيانات/الأطراف مع بعضها البعض ولا تريد لطرف ثالث أن يعترض ويستمع لهما. ذلك لأنهم بحاجة إلى التواصل بطريقة لا يمكن التنصت عليها أو التعرض لها . الاتصال الآمن يشمل وسائل يمكن للناس استخدامها لتبادل المعلومات بدرجات متفاوتة من اليقين أنه لايمكن لطرف ثالث اعتراض محادثتهم. يمكن القول أنه لايوجد اتصال مضمون بشكل كامل باستثناء التحدث وجها لوجه مع شخص دون وجود أحد، وعموما فعقبات مثل القوانين والقدرات التقنية (الاعتراض و التشفير) و الحجم الهائل من الاتصالات تعمل على الحد من المراقبة.